# Moulay Brahim (kommun)
Moulay Brahim (franska: Moulay Brahim (CR), Moulay Brahim (Commune Rurale), arabiska: تلات نيعقوب) är en kommun i Marocko.   Den ligger i provinsen Al Haouz och regionen Marrakech-Safi, i den centrala delen av landet, 300 km söder om huvudstaden Rabat. Antalet invånare är 7 706.